# Smaksinne
Smaksinnet är ett sinne hos människan och vissa andra djur och består i förmågan att förnimma olika substanser som kommer i kontakt med smakorganen, som hos människan sitter i munhålan. Det är en form av kemoreception. Smakreceptorerna reagerar på ämnen upplösta i vätska (saliven) - till skillnad från vårt andra kemoreceptoriska sinne, luktsinnet, som är känsligt för gasformiga ämnen i luften, som löser sig i slemmet vid luktorganet för att kunna registreras. Jämfört med luktsinnet, som kan skilja på ett stort antal lukter, tycks smaksinnet bara reagera på ett fåtal olika grundsmaker. Hos människor och många andra ryggradsdjur samverkar dock smaksinnet med både luktsinnet och känselsinnet för att i hjärnan skapa den totala smakupplevelsen. Det är ofta svårt att särskilja respektive sinnes bidrag till den totala smakupplevelsen.

## Grundsmakerna
Traditionellt har man brukat särskilja på fyra olika grundsmaker - sött, salt, surt och beskt. Numera räknar man också med en femte grundsmak som kommit att bli känd under sitt japanska namn - umami. För alla dessa fem smaker har specifika receptormolekyler i smaksinnets sinnesceller identifierats. På senare tid har man även identifierat receptorer som tycks vara känsliga för fett[källa behövs].

## Papiller

Papiller på tungan. 1 – Trådformiga (filiformes). 2 – Svampformiga (fungiformes). 3 – Bladp. (foliatae). 4 – Vallgravsp. (circumvallatae).

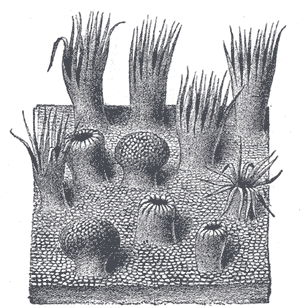
Två svampformiga papiller ("champinjonbollar") och ett antal trådformiga. Några av de senare har ”trådarna” stående upprätt, på en är de utvikta åt sidorna och tre har dem infällda.

Smakorganen utgörs av små knölformade eller veckade bildningar, s.k. papiller, som finns utspridda på tungan, gommen och i svalget. I ytskiktet på papillerna sitter sedan de egentliga smakorganen – smaklökarna, som i sin tur innehåller smakceller som är känsliga för olika smakämnen.
Det finns i huvudsak fyra olika sorters papiller (varav bara tre innehåller smaklökar) och de olika typerna är lokaliserade till olika ställen på tungan och i den bakre mjuka delen av gommen. Det är inte fastställt om man också kan uppfatta smaker längre bak vid tungroten eller i den övre delen av halsen

Tidigare förekom en vida spridd missuppfattning att olika delar av tungan var specialiserade på att känna olika smaker, men så är inte fallet, utan varje smaklök är normalt känslig för flera grundsmaker.
Däremot är papillerna och smaklökarna talrikast, och smaksinnet mest utvecklat, i tungspetsen, på sidorna och i den bakre delen av tungan. Ett område mitt på tungryggen saknar papiller som är känsliga för smak., vilket kan bero på att smaklökarna är känsliga för mekaniskt slitage vilket är störst mitt på tungan.

### Trådformiga papiller -Papillae filiformes
De trådformiga papillerna ("trådpapiller", "filiforma papiller") innehåller inga smaklökar och tillhör därför egentligen inte smaksinnet, men de har betydelse för upplevelse av matens konsistens. De är den sortens papiller som förekommer rikligast och utbreder sig över hela tungryggen. De består av en tät kärna av bindväv och från övre kanten sticker ett antal mindre ”trådar” ut som täcks av flerskiktat keratiniserat epitel, vilket ger dessa delar av tungan en gråaktig ton och en sträv yta som kan ”gripa tag” i tuggorna. Hos rovdjur är trådarna jämförelsevis kraftigare och fungerar lite som ett rivjärn.

### Svampformiga papiller -Papillae fungiformes
De svampformiga papillerna har, som namnet antyder, en svamp- eller knoppliknande form och täcks av ett relativt tunt lager icke-keratiniserat epitel. Innanför epitelet ligger en bindvävskärna som är rik på blodkärl, och det tunna epitelet gör därför att de svampformiga papillerna framträder som små klara, röda prickar. Smaklökarna sitter på ytan i de övre delarna av papillerna.
De svampformiga papillerna förekommer mest i främre delen och på sidorna av tungan.  En enskild svampformad papill innehåller högst ett fåtal smaklökar.
Smakcellerna i dessa papiller har förbindelse med en gren av ansiktsnerven (n. facialis).

### Bladpapiller -Papillae foliatae

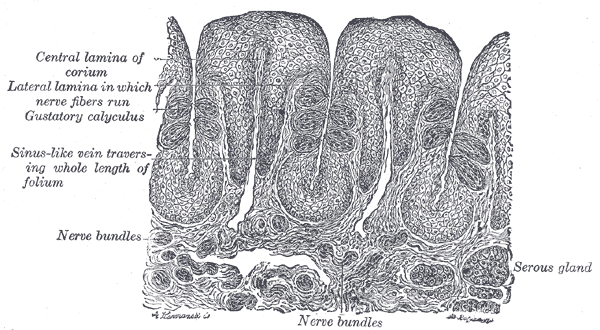
Bladpapiller (från en kanin) i genomskärning

Bladpapillerna är en serie veck och fåror i tungans slemhinna belägna på vardera sidan av den bakre delen av tungan. Varje papillfåra innehåller från ett dussin till några hundra smaklökar.
Smakcellerna i dessa papiller har förbindelse med två olika nerver – ansiktsnerven och tung- och svalgnerven (n. glossopharyngeus).

### Vall(gravs)papiller -Papillae circumvallatae

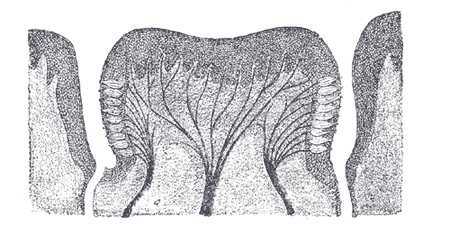
En vallpapill i genomskärning som visar smaklökar och nerver

Vallpapillerna (eller vallgravspappillerna) är de största av papillerna och ligger i en V-formad rad med spetsen riktad bakåt på bakre delen av tungryggen. 
Papillerna har en stark bas av bindväv med många blodkärl och nerver. Ytan är jämn. De avgränsas från den omgivande tungytan av ”vallgravar” där smaklökarna sitter och där också finns salivutsöndrande körtlar (’’von Ebners körtlar’’). 
Antalet vallpapiller varierar mellan olika människor, från några få till ett drygt dussin, och varje papill innehåller från ett hundratal till tusentals smaklökar.

## Smaklökar

En schematisk teckning av en smaklök.

Totalt har en vuxen människa mellan 5 000 och 10 000 smaklökar utspridda i papillernas ytskikt. Varje smaklök består 50-70 smakceller plus ytterligare några sorters celler. En enskild smakcell reagerar bara på en sorts grundsmak, men inom varje smaklök finns normalt flera sorters smakceller, så en smaklök är därför känslig för flera olika smaker, i motsats till den tidigare nämnda missuppfattningen om specialserade områden på tungan
.

## Salivens roll
Smakämnena måste var upplösta i saliv för att de ska kunna diffundera till smakcellernas receptorer. Den agerar också som buffert genom att bikarbonatjoner i saliven minskar koncentration av fria vätejoner (som ger surt pH-värde). Saliven skyddar också smakcellerna.

## Nervförbindelserna
Förbindelsen mellan smaklökarna och hjärnans smakcentrum går via olika nerver beroende på var på tungan de sitter. Smaklökar på tungans främre delar har förbindelse via en gren (chorda tympani) av ansiktsnerven (n. facialis) och de på dess bakre delar via tung- och svalgnerven (n. glossopharyngeus). Vagusnerven (n. vagus) förmedlar signaler från de allra bakersta delarna av munhålan. Dessa nerver går sedan via förlängda märgen till solitariuskärnan där signalerna sedan sprids vidare olika delar av hjärnan såsom amygdala, hypotalamus (relaterat till aptitkontroll) och slutligen till främre hjässlobsbarken där hjärnans primära smakcentrum är beläget.
Chorda tympani passerar genom trumhålan, och hos patienter med skadad trumhinna har man genom mekanisk retning av nerven kunnat framkalla smakförnimmelser .